# Tolomé
Tolomé ist eine Ortschaft im Municipio Paso de Ovejas, Veracruz, Mexiko. Sie hat etwa 2720 Einwohner. Sie liegt an der Mex 140 nordwestlich der Stadt Veracruz. Alljährlich gibt es einen Gedenktag zur Schlacht von Tolomé im Bürgerkrieg von 1832. Im örtlichen Museum werden Funde der Schlacht ausgestellt.